# Los cuentos de los hermanos Grimm (anime)
Cuentos de los Hermanos Grimm (グリム名作劇場 Gurimu Meisaku Gekijou?) es una serie de anime realizada por el estudio de animación japonés Nippon Animation, en la cual se narraban muchos de los más célebres cuentos de los Hermanos Grimm. 
La serie fue emitida entre los años de 1987 y 1989 en dos temporadas, la primera de ellas titulada Los cuentos de los hermanos Grimm (グリム名作劇場 Gurimu Meisaku Gekijou?) la cual constó de los primeros 24 episodios de la serie, el primero de ellos siendo emitido el 21 de octubre de 1987 y el último el 30 de marzo de 1988. La segunda temporada titulada Los nuevos cuentos de los hermanos Grimm (新グリム名作劇場 Shin Gurimu Meisaku Gekijou?) constó de otros 23 episodios y se transmitió del 2 de octubre de 1988 al 26 de marzo de 1989, sumando un total de 47 episodios en sus dos temporadas.
En Japón, la serie utilizó dos canciones: El puente en el arcoíris (虹の橋 Niji no Hashi?) como tema de apertura y El carrusel de mi pueblo (私の町はメリー・ゴランド Watashi no Machi wa Merī Gorando?) como la canción de créditos, ambas interpretadas por Ushio Hashimoto (橋本潮). 
La serie fue emitida por primera vez en el año 1987 para el público en Japón. En España, los episodios se editaron en formato VHS a finales de los años 80 dentro de la colección "Videocuentos infantiles". Poco tiempo después fueron también emitidos por Telecinco con un nuevo doblaje en español, bajo el título "Soñar con los ojos abiertos", comenzando sus emisiones el primer fin de semana de marzo de 1990 junto a otra serie de animación japonesa: Las montañas de Ana. Años más tarde, también en España, la serie fue publicada en DVD con un tercer doblaje, esta vez dentro de la colección "Tus cuentos clásicos". Asimismo, esta serie fue doblada y emitida en Estados Unidos por la cadena animada Nickelodeon. Fue emitida, también en versión doblada en México, por estaciones de televisión locales como Caracol Televisión de Colombia, que aún (2025) la sigue emitiendo en los horarios matutinos los fines de semana, América Televisión en Perú y La Red en Chile.

## Episodios
La serie constó de un total de 47 episodios emitidos en 2 temporadas.

### Primera temporada
| # | Título | Basado en                | Estreno                 |
| --- | --- | ------------------------ | ----------------------- |
| 01 | «Los músicos de Bremen» «Bureemen no ongaku tai» (ブレーメンの音楽隊) España: «Los músicos de Bremen» | Los músicos de Bremen    | 21 de octubre de 1987   |
| 02 | «Hansel y Gretel» «Henzeru to Gureeteru» (ヘンゼルとグレーテル) España: «Hansel y Gretel (1.er y 3.er doblaje) / La casita de chocolate (2° doblaje)» Hispanoamérica: «Hansel y Gretel»                                                                                                  | Hansel y Gretel          | 28 de octubre de 1987   |
| Narra la historia de una familia muy pobre en la cual viven dos pequeños hermanos llamados Hansel y Gretel con su padre y su madrastra, Su padre hace lo que puede por mantener a la familia bien, pero su madrastra, piensa en dejarlos perdidos en el bosque y así dejarán de ser una molestia. Al otro día salen de su casa y su malvada madrastra los abandona pero Hansel anteriormente recoge unas piedras de su casa las cuales las va arrojando por el camino ya de noche, los niños regresan a su casa y la madrastra queda sorprendida. Nuevamente la madrastra comete el malvado acto pero no le da tiempo de recoger piedras así que Hansel arroja migajas de pan por el camino pero cuando intenten regresar las aves del bosque ya se han comido todas las migajas de pan. Perdidos llegan a una casa totalmente hecha de dulces y chocolate de repente sale una anciana que aparenta ser amable pero la anciana en realidad es una bruja malvada que secuestra a los pequeños, a Hansel lo encierra, le da de comer para que engorde y posteriormente comérselo mientras que la pequeña Gretel es una sirvienta de la malvada bruja. En un último intento de escaparse la casa se incendia y la malvada bruja muere al otro día los hermanos se reencuentran y regresan con su padre quien les dice que su madrastra ha muerto. | |                          |                         |
| 03 | «El sapo y la princesa (1.ª parte)» «Kaeru to oujo» (かえると王女) España: «El príncipe encantado (1.ª parte)» Hispanoamérica: «El sapo y la princesa (1.ª parte)» | El príncipe rana         | 4 de noviembre de 1987  |
| 04 | «El sapo y la princesa (2.ª parte)» «Kaeru to oujo» (かえると王女) España: «El príncipe encantado (2.ª parte)» Hispanoamérica: «El sapo y la princesa (2.ª parte)» | El príncipe rana         | 11 de noviembre de 1987 |
| 05 | «Caperucita Roja» «Akazukin» (赤ずきん) España: «Caperucita Roja» Hispanoamérica: «Caperucita Roja» | Caperucita Roja          | 18 de noviembre de 1987 |
| Caperucita Roja sale de su casa a visitar a su abuela, su madre le advierte que no se salga del camino pues podría ser peligroso, en otro lugar el lobo del bosque tiene que comer hierbas, hasta que observa a Caperucita pasar. El lobo se hace pasar por el hada del bosque hasta que Caperucita lo descubre, el lobo finge ser alguien bueno y le dice que conoce un lugar donde hay hermosas flores que podría llevar a su abuela, Caperucita los sigue pero el lobo la lleva por un camino diferente, hasta que un cazador la salva de ser comida y el lobo escapa y se adelanta a la casa de la abuela, el cazador acompaña a Caperucita hasta más adelante donde podrá seguir sin problemas cuando llega a la casa la "abuela" le dice que siga y esta deja a canasta en una mesa la abuela le dice a Caperucita que se acerque y el lobo se levanta y devora a caperucita, el lobo queda profundamente dormido y el cazador oye sus ronquidos por lo que entra y descubre lo que ha pasado al ver unas herramientas decide abrirle el estómago al lobo y sacar a las dos. Así le llenan el estómago de piedras al lobo el cual despierta y se marcha sin saber lo que le pasó realmente. | |                          |                         |
| 06 | «El ganso de oro» «Kin no ga chou» (金のがちょう) España: «La oca de oro (1.er y 2° doblaje) / El ganso de oro (3.er doblaje)» Hispanoamérica: «El ganso de oro» | El ganso de oro          | 25 de noviembre de 1987 |
| Hanz el menor de dos hermanos es considerado por su familia como el más tonto de entre ellos, mientras que Franz el mayor es considerado el más listo, Franz sale a trabajar como leñador su madre le empaca una botella de vino y dos panes frescos, por el camino un anciano enano que es mago se transforma en vagabundo este le pide un poco de su comida pero Franz se niega y lo insulta este sigue su camino y empieza a cortar árboles pero el hacha se rompe y le corta un brazo, al ver la mala suerte Hanz se ofrece a realizar el trabajo pero su familia se burla de él, el sin embargo decide intentarlo y corta un árbol, cuando está a punto de caer este observa que hay un nido y sale al rescate el árbol cae y destruye una pequeña cabaña, su familia lo regaña pero el nuevamente lo intenta el pide su almuerzo y se marcha por el camino se encuentra con el anciano al igual que Franz pero Hanz comparte su comida con el anciano quien le dice que encontrara un árbol el cual contiene algo especial cuando Hanz lo encuentra y lo corta sale un ganso totalmente de oro así que Hanz lo atesora cuando va de regreso a su casa unas mujeres intentan apoderarse de él así que le ofrecen descansar en una posada. Así que cuando Hanz se duerme las mujeres intentan quitarle las alas pero se quedad pegadas, al otro día Hanz intenta separarlas pero en vez de eso un cura y su ayudante también se quedan pegados y otros dos granjeros se les unen, Hanz alega que hay que ir con el boticario para ayudarlos, cuando llegan el boticario no puede hacer nada y un mensajero del rey les ordena ir al castillo a animar a la princesa pues hace años que no sonríe por una enfermedad, tras un rato Hanz logra hacerla reír y se casa con ella. | |                          |                         |
| 07 | «El Gato con Botas (1.ª parte)» «Nagagutsu o hai ta neko» (長靴をはいた猫) España: «El Gato con Botas (1.ª parte)» Hispanoamérica: «El Gato con Botas (1.ª parte)» | El Gato con Botas        | 2 de diciembre de 1987  |
| 08 | «El Gato con Botas (2.ª parte)» «Nagagutsu o hai ta neko» (長靴をはいた猫) España: «El Gato con Botas (2.ª parte)» Hispanoamérica: «El Gato con Botas (2.ª parte)» | El Gato con Botas        | 9 de diciembre de 1987  |
| 09 | «Nieveblanca y Rosaroja» «Yuki shiro to bara beni» (ゆき白とばら紅) España: «Blancanieves y Rosaroja (1.er doblaje) / Blancanieve y Rojaflor (2.º doblaje) / Blancarosa y Rosaroja (3.er doblaje)» Hispanoamérica: «Nieve Blanca Y Rosa Roja»                                            | Blancanieve y Rojarosa   | 16 de diciembre de 1987 |
| Nieveblanca y Rosaroja son dos hermosas jóvenes las cuales viven con su madre en el campo, Rosablanca adora las rosas blancas y su hermana las rojas, ambas salen en busca de frutos al bosque, mientras por la noche ambas tejen con su madre, en ese momento alguien toca la puerta y Rosaroja abre revelando ser un oso el cual pide refugio pues afuera hace mucho frío. | |                          |                         |
| 10 | «Blancanieves (1.ª parte)» «Shirayukihime» (白雪姫) España: «Blancanieves (1.ª parte) (1.er y 2.º doblaje) / Blancanieves y los siete enanitos (1.ª parte) (3.er doblaje)» Hispanoamérica: «Blancanieves y los siete enanos (1.ª parte)»                                                 | Blancanieves             | 23 de diciembre de 1987 |
| Cuatro episodios de la serie fueron dedicados a la historia de Blancanieves. Es una bella, dulce e inocente niña con piel blanca como la nieve, labios rojos como la sangre y pelo negro como el azabache, tal como su madre (que murió al darla a luz) deseaba. Ella vive en el palacio real bajo el cuidado de una nodriza llamada Doris y de un joven noble llamado Klaus, sin saber que la segunda esposa de su padre es una mujer vanidosa y arrogante. La Reina tiene un espejo mágico que le dice todos los días que es la más hermosa del Reino, pero un día este le cuenta que en realidad, la más bella es su hijastra Blancanieves. Ella hace llamar a Blancanieves y le cuenta de un "rumor" de que ella es la más hermosa del reino, amenazándola con echarla del castillo si no le da una respuesta satisfactoria respecto a aquel rumor, pero Blancanieves se disgusta tanto por la vanidad de su madrastra que la reprende por su actitud. La Reina trata de atacar a Blancanieves pero Klaus interviene para salvarla; los dos niños escapan del castillo y pasan los siguientes días en los bosques, pero son atacados por un cruel cazador enviado por la Reina. Klaus intenta atacar al hombre con su daga pero en medio de la lucha él y Blancanieves son separados. El cazador casi encuentra a Blancanieves y dispara hacia ella, pero le da a un jabalí salvaje que lo lanza por un precipicio... | |                          |                         |
| 11 | «Blancanieves (2.ª parte)» «Shirayukihime» (白雪姫) España: «Blancanieves (2.ª parte) (1.er y 2.º doblaje) / Blancanieves y los siete enanitos (2.ª parte) (3.er doblaje)» Hispanoamérica: «Blancanieves y los siete enanos (2.ª parte)»                                                 | Blancanieves             | 30 de diciembre de 1987 |
| La madrastra de Blancanieves, que al principio era simplemente fría e indiferente hacia ella, se siente cada vez más amenazada por su belleza y enloquece de ira cuando Blancanieves se niega a dejarse intimidar. Blancanieves y su amigo Klaus huyen de ella, pero en medio de un ataque de un cazador enviado por la reina son separados. Una Blancanieves fatigada, lastimada y sola se desmaya al verse rodeada de lobos, pero éstos son en realidad amigos de siete enanos que viven en el bosque. Ellos recogen a la niña perdida y se la llevan a su casa. Cuando Blancanieves despierta en la mañana, al principio ella se asusta pero pronto los enanos se presentan y le cuentan que la encontraron inconsciente en el bosque. Ella les explica su difícil situación y los siete muestran simpatía por ella (aunque uno de ellos parece ser más arisco que los otros al principio) y aceptan que Blancanieves se quede a vivir con ellos. | |                          |                         |
| 12 | «Blancanieves (3.ª parte)» «Shirayukihime» (白雪姫) España: «Blancanieves (3.ª parte) (1.er y 2.º doblaje) / Blancanieves y los siete enanitos (3.ª parte) (3.er doblaje)» Hispanoamérica: «Blancanieves y los siete enanos (3.ª parte)»                                                 | Blancanieves             | 6 de enero de 1988      |
| Blancanieves se adapta bien a su nueva vida como la "compañera de cuarto" de los siete enanos, aprendiendo a ordeñar vacas, cocinar y mantener la casa mientras los enanos trabajan en las minas. Pasa un tiempo y una tarde ella se encuentra con una anciana perdida que está siendo acosada por los lobos hasta que Blancanieves logra calmarlos. Como agradecimiento, la anciana ofrece regalarle a Blancanieves una faja de tela hecha a mano... pero cuando le pone la faja, ella revela su identidad como la Reina celosa y aprieta la faja hasta que Blancanieves colapsa por la falta de aire. Cuando la Reina regresa a su castillo, sin embargo, ella descubre gracias al espejo mágico que los enanos hallaron a Blancanieves a tiempo y aflojaron la faja lo suficiente para que se recuperara. Mientras está inconsciente, Blancanieves tiene un sueño en el cual ve que Klaus está no solo vivo sino que a salvo y en la compañía de otra persona, y cuando despierta los enanos se alegran mucho al ver que su amiga está recuperándose física y mentalmente. | |                          |                         |
| 13 | «Blancanieves (4.ª parte)» «Shirayukihime» (白雪姫) España: «Blancanieves (4.ª parte) (1.er y 2.º doblaje) / Blancanieves y los siete enanitos (4.ª parte) (3.er doblaje)» Hispanoamérica: «Blancanieves y los siete enanos (4.ª parte)»                                                 | Blancanieves             | 13 de enero de 1988     |
| Tras sobrevivir a un ataque directo de su celosa madrastra y ver a Klaus en sus sueños, Blancanieves se recupera muy bien. Los enanos discuten qué deben hacer para ayudarla e incluso consideran que uno de ellos debería casarse con ella para acompañarla y protegerla. Mientras tanto, la Reina no se rinde y decide acudir a una hechicera que trabaja para ella, pidiéndole que le enseñe a matar a alguien. Los enanos preparan una pequeña fiesta para Blancanieves, para así ayudar al más joven de ellos a pedirle matrimonio, pero no todo resulta como debería por la intervención de un oso amigo. Klaus y su amigo, un príncipe del reino vecino, están buscando la casa de los enanos ya que Klaus se ha enterado de que Blancanieves puede estar allá, y en su camino se encuentran con una extraña anciana que en realidad es la Reina disfrazada, y les da falsas direcciones. Un rato después, los dos muchachos encuentran a los enanos, y tras una corta charla se dan cuenta del engaño y de que Blancanieves está en peligro. Para entonces la "anciana" ya ha llegado a la cabaña y ha convencido a Blancanieves de hablar con ella, ofreciéndole una manzana a cambio de su amabilidad... y Blancanieves colapsa cuando come un trozo. En ese momento los enanos, el príncipe y Klaus llegan a enfrentar a la Reina; los enanos atienden a Blancanieves mientras el príncipe ataca a la Reina con su espada, pero esta se defiende con su bastón y huye. Pronto los lobos encuentran a la Reina y la atacan, matándola ellos mismos. Los enanos creen que Blancanieves ha muerto por culpa de la Reina y la ponen en una urna de cristal y mármol, pero cuando el oso amigo del grupo mueve la urna y la hace caer por accidente, un trozo de manzana envenenada cae de la boca de Blancanieves y ella despierta, para la felicidad de todos sus amigos. La última escena menciona que Blancanieves y el príncipe se enamoraron y se casaron un tiempo después. | |                          |                         |
| 14 | «Los seis que conquistaron el mundo» «Sekai o seifuku shita 6» (世界を征服した6) España: «Los seis magníficos» Hispanoamérica: «Seis que conquistaron el mundo» | Seis que salen de todo   | 20 de enero de 1988     |
| Un soldado regresa de una cruel guerra y le dice a su rey y jefe que le paguen lo que le debe por ello, ya que fue una parte vital de las últimas batallas. El egoísta rey y su igualmente codiciosa hija solo se preocupan de su propia riqueza y abandonan por completo a su reino, así se burlan de él y le pagan solo unas pocas monedas, y el furioso Héroe decide que se vengará algún día. El sigue viajando y, con el paso del tiempo, conoce a cinco hombres que tienen cada uno una habilidad especial: Músculos (con una fuerza extraordinaria), Ojo de Halcón (que maneja su rifle con admirable perfección), Naricín (que bota un poderoso viento de su nariz), Velocín (que corre veloz como el rayo con sus botas de hierro) y Sombrerín (que debe usar siempre sombrero porque de su cabeza sale un vapor mágico que congela todo). Los cinco habían padecido abandono, envidia y burlas por sus dones, pero Héroe los trata con respeto en vez de crueldad y por ello se unen a él. Tras un tiempo los seis amigos deciden qué pueden hacer contra el rey déspota y la princesa egoísta... Ellos se enteran de que la codiciosa princesa es una excelente atleta y que le gusta desafiar a otros corredores, que son decapitados si pierden: Velocín decide competir con ella y parece que va a ganar, pero es engañado por un sirviente que le da una bebida con somnífero y Ojo de Halcón dispara cerca suyo para despertarlo y deshacer la trampa. El Rey encierra a los seis compañeros en una torre a la cual los soldados le prenden fuego, pero Sombrerín se saca su gorra para apagar las llamas. Luego Naricín usa sus poderes para detener cañones y balas, Velocín y Músculos capturan al rey y la princesa, y Héroe luego les explica quién es y por qué los desafiaron. El rey y la princesa se rinden, los seis amigos reparten las riquezas reales entre el pueblo, y luego siguen sus peripecias. | |                          |                         |
| 15 | «El agua de la vida» «Inochi no mizu» (命の水) España: «El agua de la vida» Hispanoamérica: «El agua de la vida» | El agua de la vida       | 27 de enero de 1988     |
| Un rey, ahora anciano y viudo desde hace cinco años, está gravemente enfermo y, según una leyenda contada por un anciano sabio de una de las aldeas del reino, el único remedio para curarlo es el agua milagrosa de la vida. La sed de poder del hijo mayor del rey es inconmensurable y, convencido de que su padre lo nombrará su sucesor, se lanza en busca del agua preciosa. En el bosque, se encuentra con un anciano que está durmiendo en un árbol y lo acosa. El anciano, en realidad el espíritu del bosque, lo maldice y lo envía a un pantano remoto. Poco tiempo después, el hijo menor del rey sale en busca de su hermano y del agua de la vida. Él también se encuentra con el espíritu del bosque que, dada su bondad, pregunta a todos los animales del bosque y al viento del norte si saben dónde está el agua de la vida. El viento del norte le indica al príncipe el lugar exacto donde está el agua, un castillo víctima del hechizo de un espíritu maligno que ha apresado a la princesa y a todos los habitantes. El príncipe logra derrotar al espíritu maligno y salvar a la princesa, pero antes de que ella pueda averiguar su nombre, corre a recoger el agua de vida en una cantina y regresa al castillo de su padre. En el camino, el joven se encuentra con su hermano moribundo y le ofrece un sorbo de agua mágica. El hijo mayor, habiendo recuperado sus sentidos, temiendo que su padre pudiera nombrar a joven su sucesor, reemplaza el agua de la vida con agua de pantano. Por lo tanto, el rey no obtiene ningún beneficio del agua que le ofrece y el espíritu de la reina no puede evitar que la beba, pero se cura cuando el pérfido hijo le ofrece la verdadera agua de la vida, quien afirma que su hermano ha atacado la vida del padre. El rey, engañado por los complots del hijo mayor, ordena al guardaespaldas del príncipe que lleve a cazar en el bosque y matarlo. Los dos han entendido que el culpable es sin duda el hijo mayor, pero lamentablemente no pueden probarlo. Sin embargo, el joven se salva y, junto a su mejor amigo que ha abandonado el castillo para seguir protegiéndolo fielmente, encuentra refugio y trabajo en un molino en la zona más aislada del reino. Comienza la ceremonia de coronación del hijo mayor, que es interrumpida por la princesa, quien, habiendo descubierto la identidad de su salvador, se apresura a ofrecerle la corona de su reino y su mano. Lástima que la princesa no reconozca al hijo mayor como su salvador y pregunte por el hijo menor, sacando a relucir la verdad y exponiendo el diabólico plan del hijo mayor, quien intenta escapar pero es capturado por los guardias de su padre y encarcelado por alta traición a la corona. La princesa se entera, sin embargo, por el rey arrepentido de que el príncipe fue asesinado, como el caballero hizo creer a todos antes de irse. Desesperada, la joven reanuda su camino hacia el castillo, cuando cae enferma y se ve obligada a detenerse en un molino, que es exactamente donde trabaja el príncipe, después de haber escapado. Los dos amantes, al reconocerse, se reencuentran con alegría, sobre todo gracias al caballero. | |                          |                         |
| 16 | «Barba Azul» «Ao hi ge» (青ひげ) España: «Barbazul (1.er y 2° doblaje) / Barba Azul (3.er doblaje)» Hispanoamérica: «Barba Azul» | Barba Azul               | 3 de febrero de 1988    |
| Una hermosa e ingenua campesina llamada Josephine vive con sus tres hermanos leñadores. Un día, el mensajero de un noble local apodado "Barbazul" pide la mano de la joven, quien acepta y se va a vivir con su futuro esposo pese a que sus hermanos no parecen convencidos. Cuando ella conoce al caballero se da de cuenta que su apodo "Barbazul" no viene de puro capricho: su cabellera y su barba son realmente azules. Josephine es algo tímida al comienzo pero Barbazul la trata con deferencia y enseña todo el castillo hasta que llegan a una habitación misteriosa de la cual no se habla. Lentamente, Josephine se acostumbra a su nueva vida hasta tal punto de ser algo déspota y negarse a ver a sus hermanos. Pasado algún tiempo Barbazul se va de viaje y que le entrega a Josephine las llaves de muchas habitaciones... incluyendo una llave de oro la cual no debe usar por ningún motivo. Josephine pasa el tiempo explorando las habitaciones y encontrando muchos tesoros, trajes, coronas, collares, brazaletes, etc. y al último, pasa por la misteriosa habitación. Ella no aguanta la tentación así que decide entrar, pero en cuanto lo hace un viento la empuja adentro, y cuando mira alrededor ve por qué no debería haber entrado: la pieza contiene los cadáveres de muchas mujeres, colgados en las paredes como si fueran trofeos. Josephine huye rápidamente, pero la llave dorada tiene manchas de sangre. Cuando Barbazul vuelve la llave aún está manchada, y al ver esto Barbazul enloquece de ira y le dice que todo era una prueba, que sus esposas anteriores también abrieron la puerta y por eso las mató, y que ahora él matará a Josephine. La joven trata de huir de él, pero desgraciadamente el castillo se empieza a incendiar y pronto Barbazul la encuentra. Los hermanos de Josephine ven el incendio y deciden ir a ver qué pasa, encontrando a su hermana casi acorralada por su enloquecido esposo; ellos entran por una ventana y le clavan sus hachas por la espalda justo cuando está por apuñalarla como lo hizo con las demás. Los cuatro hermanos escapan y observan como las llamas acaban con todo el castillo, y Josephine reza por el alma atormentada de Barbazul. | |                          |                         |
| 17 | «Jorinde y Joringel» «Yorinde to Yoringeru» (ヨリンデとヨリンゲル) España: «Jorinde y Joringel» Hispanoamérica: «Jorinde y Joringel» | Yorinda y Yoringuel      | 10 de febrero de 1988   |
| La hilandera Jorinde y el granjero Joringel están preparándose para su boda, pero se encuentran en problemas cuando sus caminos se cruzan con los de una amargada bruja que odia a las parejas enamoradas. Jorinde es capturada y convertida en un pájaro, mientras la bruja le borra la memoria a Joringel para que no la encuentre. Pero Joringel recobra su memoria y decide rescatar a su novia. | |                          |                         |
| 18 | «La bella durmiente» «Nobara hime» (野ばら姫) España: «La bella durmiente» Hispanoamérica: «La bella durmiente» | La bella durmiente       | 17 de febrero de 1988   |
| 19 | «El viejo Sultán» «Zurutan jiisan» (ズルタンじいさん) España: «El viejo Sultán» Hispanoamérica: «El viejo Sultán» | El viejo Sultán          | 24 de febrero de 1988   |
| El viejo sultán es un perro es cual ya es de edad avanzada, le ha servido fielmente a su amo y le ha protegido sus ovejas de un lobo durante muchos años, un gato amigo del sultán se entera de que su amo lo va a matar pues ya no le sirve de nada tenerlo como mascota, el sultán al enterarse decide irse al bosque, allí se reúne con el lobo que le dio problemas en el pasado, el lobo al saber la situación en la que se encuentra decide ayudarlo para que vuelva a ser aceptado en la familia. Así que formulan un plan el cual es secuestrar al pequeño hijo del amo y el sultán deberá rescatarlo, así que al otro día el lobo pone a funcionar el plan, pero el sultán piensa que el lobo realmente le hará daño al pequeño, efectivamente el sultán rescata al niño y se siente seguro de nuevo, más tarde va a visitar al lobo y a darle las gracias por la ayuda y piensa darle un regalo. El lobo impaciente piensa que le dará una o más ovejas por su ayuda así que se adelanta a llevárselas pero cuando llega el sultán se enfurece y lo ataca, el lobo al ver lo sucedido y huye pero le dice que lo espera al amanecer en el bosque y que lleve su padrino, así el sultán se marcha con su amigo gato, mientras que el lobo esta con un jabalí esperando, el sultán ve de lejos que el lobo tiene un arma pero en un palo e igualmente ve lo mismo el lobo al acercarse y estar de frente se empiezan a reír. | |                          |                         |
| 20 | «El rey Barbilampiño» «Tsugumi no hi ge no ousama» (つぐみのひげの王さま) España: «El rey barba de tordo (1.er doblaje) / El rey pico de tordo (3.er doblaje)» Hispanoamérica: «La princesa egoísta»                                                                                     | El rey Pico de Tordo     | 2 de marzo de 1988      |
| La hija de un rey es una chica la cual se burla de los invitados de su padre que los invitó a cenar entre ellos el rey Barbilampiño, su padre al ver el mal comportamiento de su hija decide casarla con un sujeto desconocido, la hija consternada se marcha con este sujeto el cual la lleva a su nueva casa un hogar humilde en el que esta chica tendrá que aprender a hacer de todo para vivir cocinar, barrer, tejer, al ver el esposo que la princesa no puede hacer nada la envía a vender objetos de barro a la ciudad, donde las personas le compran cosas pero un jinete en su caballo pasa el cual rompe todo. Su esposo le informa que le ha conseguido trabajo en el castillo del rey Barbilampiño el cual se irá a casar, la princesa se lamenta de haberlo insultado, allí ella trabaja limpiando los pisos hasta que su esposo se presenta y le informa que el también trabaja en ese lugar además de eso le dice que él es el rey Barbilampiño por lo que la princesa le pide disculpas pero este alega que ella es otra persona. El rey Barbilampiño habló con el padre de la princesa y le comenta la situación en la que acepta así el él se casa con la princesa. | |                          |                         |
| 21 | «Los tres acertijos del diablo» «Akuma to dai maou» (悪魔と大魔王) España: «El espíritu maligno del bosque (1.er doblaje) / El espíritu maligno (3.er doblaje)» Hispanoamérica: «Los tres acertijos del diablo»                                                                          | El diablo y su abuela    | 9 de marzo de 1988      |
| Dos hombres y un niño tratan de escapar de un país, así que se esconden en un árbol, el niño al ver la situación empieza a maldecir por la suerte que tienen, por lo que los otros dos le dicen que se callen pero este no hace caso por lo que un demonio se les aparece y se los lleva al infierno. Allí el demonio les explica lo que tienen que hacer para que sus almas sean liberadas, así que los encierra hasta que se decida su suerte, el demonio va a ver a su amo quien le dice que debe ponerle acertijos complicados así que el gran demonio le da unos ejemplos pero no se dan cuenta de que el pequeño los está observando, así que este decide seguir al demonio sigilosamente para mirar que acertijos les pondrá pero solo observa tres, mientras que los otros dos intentan escapar el demonio los trae de vuelta y empieza con el primer acertijo en el cual muestra un hermoso corcel que en realidad es un chivo, el segundo acertijo es una hermosa toalla que es una piel sucia y maloliente, el pequeño llega y adivina estos dos, pero el demonio revela el tercer acertijo en el que muestra una copa de oro, después de pensarlo le llega la verdadera imagen del objeto por lo que el demonio es castigado y los tres hombres regresan a la tierra y se ponen contentos. | |                          |                         |
| 22 | «Las zapatillas rotas de las tres princesas» «Odori nui te boroboro ni naru kutsu» (踊りぬいてボロボロになる靴) España: «La princesa de los zapatos rotos (1.er doblaje) / La princesa de los zapatos rojos (3.er doblaje)» Hispanoamérica: «Las zapatillas rotas de las tres princesas» | Las princesas bailadoras | 13 de marzo de 1988     |
| Las zapatillas de baile de una princesa empiezan a aparecer rotas, sin que ella revele la razón. Pronto, los zapatos de sus dos hermanas también se rompen misteriosamente. Su padre el rey se enfada y hace que un mensajero decrete que el hombre capaz de descubrir que es lo que pasa heredara el reino y se casara con una de las princesas, pero será encarcelado si no lo consigue. Pasado algún tiempo un joven y buenmozo soldado que acaba de volver de la guerra se presenta ante el rey y dice que él podrá deshacer el enigma. Esa noche la primera princesa le ofrece vino pero el soldado sospecha que el vino tiene veneno o somnífero, así que lo vierte en una planta y finge dormir. Así, él logra ver cómo la princesa golpea tres veces el suelo y este se levanta, mostrando un camino secreto que las tres hermanas siguen. El soldado va tras ella y pasa por un bosque con hojas de plata, otro con árboles de oro, uno con plantas de diamante y un río muy caudaloso. El soldado oye a dos personas que discuten por una capa de invisibilidad y unas botas que flotan, y logra engañarlos para apoderarse de las prendas. Pronto el joven llega a un salón de baile, donde las princesas están bailando... con un grupo de demonios. Él intenta despertarlas pero las chicas no responden al principio pues están hipnotizadas, pero cuando lo logra los demonios los atacan. El soldado logra usar las prendas mágicas para huir con las princesas ya despiertas, y pronto están todos a salvo. La verdad es revelada, y pronto el soldado y la princesa mayor se casan. | |                          |                         |
| 23 | «La cenicienta (1.ª parte)» «Shinderera» (シンデレラ) España: «Cenicienta (1.ª parte) (1.er doblaje) / La Cenicienta (1.ª parte) (3.er doblaje)» Hispanoamérica: «Cenicienta (1.ª parte)»                                                                                                | La cenicienta            | 23 de marzo de 1988     |
| Tras la muerte de ambos padres, exigiéndole estar eternamente agradecida solo por explotarla, la pobre Cenicienta se ve obligada a realizar los más humildes deberes del hogar por la su falsa y cruel madrastra y sus dos desagradables hijas, quienes como corruptos piensan solo en ellos mismos y no quieren que ella tenga ningún éxito en la vida, con el único consuelo de la amistad de las palomas huertas. El día del vigésimo cumpleaños del príncipe, se organiza un gran baile en el castillo al que están invitadas todas las niñas en edad casadera. Lamentablemente Cenicienta, a pesar de querer participar de todo corazón, se ve obligada a quedarse en casa por su madrastra para que no pueda avergonzarla frente a la nobleza. Afortunadamente, Cenicienta descubre que el árbol que crece en el centro del huerto de su casa es capaz de conceder deseos y así obtiene un espléndido vestido para poder ir a la fiesta y un par de bonitas zapatillas doradas, prometiendo volver a casa. antes de la puesta del sol y llevarlos al árbol. Al llegar al palacio, Cenicienta se queda para espiar el baile desde el parque sin entrar por miedo a ser reconocida por su madrastra y hermanastras. Aquí, la joven conoce accidentalmente al príncipe que, aburrido, intenta escapar de la presión de su padre para encontrar una dama con quien casarse y tener muchos nietos. Además, el joven admite que odia bailar, porque no puede bailar. Cenicienta luego se ofrece a enseñarle y los dos bailando y charlando se enamoran locamente el uno del otro. Cenicienta, sin embargo, teme revelar su nombre y sus humildes condiciones y ser (erróneamente) rechazada, por lo que huye, seguida por el príncipe, el gran chambelán (encargado por el rey de descubrir la identidad de la misteriosa niña) y de la madrastra que reconoció a su hijastra en la bella desconocida. Mientras corre por el bosque al galope, Cenicienta pierde una de sus pantuflas doradas, pero llega a casa justo a tiempo y, con la ayuda de las palomas, se cambia y devuelve el vestido y la zapatilla que no hace juego al árbol mágico. Después de eso, la joven se esconde en la cocina. El príncipe llega y pregunta por la misteriosa dama, pero la madrastra responde que en la casa, además de sus hijas, no hay otras niñas, y el joven no la reconoce en ninguna de ellas. Cenicienta escucha su conversación desde detrás de la puerta, y descubre con asombro que el niño en cuestión es efectivamente el príncipe. | |                          |                         |
| 24 | «La cenicienta (2.ª parte)» «Shinderera» (シンデレラ) España: «Cenicienta (2.ª parte) (1.er doblaje) / La Cenicienta (2.ª parte) (3.er doblaje)» Hispanoamérica: «Cenicienta (2.ª parte)»                                                                                                | La cenicienta            | 30 de marzo de 1988     |
| El gran chambelán, mientras tanto, encuentra la zapatilla dorada en el bosque e informa al rey que la joven amada por el príncipe es seguramente la hija de la madrastra, ignorando que la mujer tiene dos hijas. El rey le dice al hombre que vaya a buscar en secreto a la madrastra y a esta hermosa hija suya y que la lleve al castillo para que se encuentre con el príncipe y se case con él al día siguiente, amenazando con pasar el resto de su vida en una celda. de la mazmorra si falla. La madrastra, al enterarse de la noticia, se lleva a sus dos hijas con ella, despertando el asombro del chambelán, convencido de que la dama tenía una sola hija, lo que hubiera facilitado el encuentro con el príncipe, de quien ambas niñas admiten estar allí. cariño elegido. Cenicienta, al ver el carruaje con la familia adoptiva a bordo, animada por las palomas, sale del árbol mágico a pedir el vestido y los zapatos nuevamente para ir al castillo y declararse ante su amado para quedarse con él, pero es detenida por madrastra, que ha regresado en secreto para evitar que ella haga cualquier movimiento, ya que no tiene la intención de dejar que la anule y quiere absolutamente que el príncipe se case con una de sus hijas solo para volverse muy rico y poderoso. De hecho, la malvada encierra a Cenicienta en el ático, con la intención de matarla cuando regrese a casa, y hace que talen el árbol mágico, que volverá a crecer como espíritu. La niña es, a pesar de todo, liberada por sus amigas palomas, que la cargan en vuelo con una red, luego de matar al leñador que permaneció en guardia haciéndolo caer al bosque. Ahora nada ni nadie puede detener a la niña, que sale de la casa de su madrastra y logra llegar al castillo, donde mientras tanto las hermanastras se hacen el ridículo probando en vano la zapatilla dorada frente al rey y la reina para ver cuál de los dos es en realidad la mujer amada por el príncipe. A la llegada de Cenicienta, el príncipe, que nunca se habría casado con una de esas dos horribles niñas, inmediatamente la reconoce como su verdadera novia, confirmada también por la zapatilla dorada que le devolvió la reina, y se pone el vestido que las palomas trajeron. Como han tratado de engañar y traicionar a la familia real hasta el final, la madrastra y las hermanastras son expulsadas para siempre, y su sirvienta se convierte en princesa. La fiesta de la boda se organiza de inmediato, con la corte y las palomas. | |                          |                         |

### Segunda TemporadaLos nuevos cuentos de los Hermanos Grimm
| # | Título | Basado en                      | Estreno                 |
| --- | --- | ------------------------------ | ----------------------- |
| 25 | «La bola de cristal» «Suishou no tama» (水晶の玉) España: «La esfera de cristal (1.er doblaje) / La bola de cristal (3.er doblaje)» Hispanoamérica: «La bola de cristal»                                                   | La bola de cristal             | 2 de octubre de 1988    |
| En medio de una tormenta un Joven llamado Anton escucha ruidos misteriosos en su casa junto con sus hermanos Sebastián y George, provenientes del segundo piso en dónde se encuentra una bruja haciendo hechizos y dónde tiene cautiva a una princesa en el castillo está bruja la atrapa y le succiona toda su sangre y la bruja se convierte en alguien joven y está dice que nadie puede igualar su belleza y que es la señora de la mansión mientras eso pasa Anton la ve detrás de la puerta y se asusta y corre apresuradamente hacia sus hermanos diciéndoles que hay una bruja en su hogar pero estos lo ignoran, Luego llega la Bruja "aparentemente su madre" y les pregunta porque se peleaban entre ellos, Cuando Sebastián menciona accidentalmente lo de la Bruja, La madre les dice de que bruja hablan, a lo que los hermanos se burlaban de Anton, La madre "bruja" emite una risa malévola, y se transforma en su verdadera forma y Anton la delata diciendo que ella no era su madre y que la había asesinado, así que la bruja les dice que ahora que ya saben quién es ella en realidad no podrán escapar, a lo que la bruja convierte a Sebastián en un águila, Mientras El otro hermano trataba de escapar la bruja lo encuentra y se burla de él convertiendolo en una ballena y ahora la bruja se va en busca de Anton pero no logra encontrarlo, y Anton estaba escondido en un árbol, Después cuando Anton se encontraba caminando por las montañas dijo que debe encontrar la Bola de Cristal para así romper el hechizo de la bruja, Cuando la bruja lo oye lo insulta que si sigue diciendo esas cosas volverá a su forma anciana, Así que Anton promete destruir a la bruja, cuando está la oye destruye una vela en un órgano, Y Anton cae hacia un vacío, Cuando Anton cae, cae en el lugar donde se encuentra secuestrada la princesa, La princesa le dice a Anton que se le aleje de lugar ya que la Bruja podría oír y volverse joven una vez más y le dice también que 20 hombres han tratado de salvarla pero estos han Sido asesinados por la bruja y Anton le dice que hará de todo para rescatarla y la Princesa le dice que existe una forma de poder rescatarla y es encontrando la famosa Bola de Cristal y le da una espada en la que se deberá enfrentar a cualquier peligro que se le presente en el camino y Anton le dice que hará de todo para derrotar a la bruja, y la princesa le advierte que hasta que no consiga la bola de cristal no debe mencionar nunca a la bruja ya que se lo contrario el intento de rescatarla será en vano, pero la bruja la encuentra y la vuelve a succionar su sangre y se convierte joven otra vez, Después la Bruja se ríe malévolamente y dice que la Bola de Cristal es mentira y hará de todo para acabar con Anton y traerlo junto a la princesa, Cuando Anton se adentra en las Inmediaciones del bosque se encuentra con una bestia y le pregunta que porque está el ahí y Anton le pregunta por la bola de cristal y la bestia responde que es el dueño de la bola de cristal, y la bestia se burla de él diciéndole que no se la dará y Anton lo desafía a dársela hasta que la bestia se presenta ante el, Y la bestia se burla de él diciéndole que nunca podrá vencerlo así que Anton lucha contra el, Cuando Anton trepaba en un árbol la bestia lo empuja haciéndolo caer, y Anton mientras caía le clava la espada y logra acabar con la bestia, y tener la bola de cristal cuando Anton usaba la Bola de Cristal, La usa para destruir a la bruja, La bruja incendia en dónde se encuentra la princesa y los hermanos de Anton llegan a ayudar a su hermano, y luego la bruja fue finalmente vencida y la princesa finalmente fue rescatada y en El castillo volvió a reinar la paz. | |                                |                         |
| 26 | «El zorro de las nueve colas» «Oku sama kitsune no go konrei» (おくさま狐のご婚礼) España: «La boda de la señora Zorra» Hispanoamérica: «La boda de la señora Zorra»                                                       | La boda de Dama Raposa         | 9 de octubre de 1988    |
| Dos Zorros se encontraban pescando en un estanque, Uno de ellos tenía nueve colas y era conocido como El hombre más feliz de la villa y tenía a la esposa más hermosa de los alrededores, mientras el zorro se presumía a sí mismo, Un zorro con forma de demonio se le aparece ante el y se le burla que es el más tonto, A lo que el zorro se molesta mucho, y luego cuando el zorro va la casa este abre bruscamente la puerta y le dice a Lily la ayudante de la esposa del zorro que a dónde salió su esposa y Lily responde que salió a hacer algunas compras y el zorro piensa que los zorros de la villa piensan que quiere salir con ella, a lo que después su esposa llega a la casa, Después el zorro y el espíritu maligno van al estanque y planean un plan en secreto, luego el zorro y va a la casa y finge que este se asfixia "obviamente para obtener la atención de su esposa" comienza a hacer movimientos hasta que el "finge" que ha muerto y Lily llorando "fingiendo" por la supuesta muerte del zorro, se burla y se alegra y va a contarles a todos la gran noticia a lo que el malhumorado zorro dice que se vengara de ella, más tarde tocan a la puerta y Hank llega a la casa de la familia zorro y le dice a Lily que le dé un ramo de flores y que su "difunto" esposo había muerto (supuestamente), cuando Lily va hacia donde su jefa le da esas flores pero deprimida la rechaza y Lily le cierra la puerta de manera brusca, Y el viejo zorro se burla en silencio, Después llega un zorro de dos colas y forma un corazón y Lily va hacia donde su jefa y este lo rechaza y que su único amor es el viejo zorro, y Lily le cierra la puerta golpeándolo fuertemente, después llega un zorro de tres colas pero nuevamente lo rechaza, después uno de cuatro pasa lo mismo (mientras pasaba todo eso el zorro intentaba ir a la cocina pero este se quemaba los dedos), después llega uno de cinco, otro de seis, de siete que forma un arcoíris, Otro de ocho y luego al obtener resultados, En un momento el espíritu maligno del viejo zorro abre la puerta y ve un zorro apuesto y elegante que concuerda con todas las características de su difunto zorro y Lily se vuelve loca de amor ante el cuando eso pasa va rápidamente hacia su jefa a contarle que ha llegado un zorro tal como fue/es su esposo de nueve colas y va emocionada hacia el y le dice que es la zorra más hermosa de los alrededores y la besa... Y cuando eso sucede el zorro enloquece de la ira, y La familia zorro se asusta y el zorro le dice que fingió estar muerto, y ataca al zorro junto a la familia y estos huyen, cuando eso pasa, el zorro no reconoce a su lado maligno, y se le burla diciéndole que es un tonto y le dice que es su espíritu maligno y lo ataca, y está historia "de amor incidental" termina. | |                                |                         |
| 27 | «La historia del jardín de verano y el jardín de invierno» «Natsu no niwa to fuyu no niwa no hanashi» (夏の庭と冬の庭の話) España: «La bella y la bestia» Hispanoamérica: «La bella y la bestia»                           | La bella y la bestia           | 16 de octubre de 1988   |
| Un mercader que sale de viaje en pleno invierno le dice a sus hijas Anna, Helena y Maria que le pidan regalos. Anna pide un vestido, Helena elige un par de zapatos y Maria pide rosas; el padre le dice que no será fácil encontrarlas pero lo intentará. En el viaje de regreso el anciano entra a una bella casa con un extraño jardín en donde la mitad está apropiadamente invernal pero la otra mitad se mantiene como en verano, y recordando la petición de Maria decide tomar una de las rosas. Entonces aparece el dueño de casa, una monstruosa Bestia, y se enfurece por lo que ve como un insulto del anciano; este le explica que las rosas son para su hija, así que Bestia le dice que le dará rosas pero a cambio de que Maria se case con él. El padre acepta pero, cuando tras ocho días Bestia aparece en su casa para cobrar la promesa, se niega y dice que no entregará a su hija a un monstruo. Maria, sin embargo, decide irse con la Bestia para que deje en paz a su familia. Maria le tiene miedo a Bestia al principio y no quiere interactuar con él, pero lentamente se acostumbra a su situación y ambos empiezan a hablar y a hacerse amigos; esto se da sobre todo después de que Maria ve a Bestia muy deprimido en el jardín. Tras un tiempo Maria tiene una pesadilla donde su padre está enfermo, y le pide a Bestia que la deje ir a su casa; Bestia acepta, pero le pide que vuelva en ocho días o si no él morirá. Maria vuelve al lado de su familia, pero pronto su padre muere y las tres hermanas deben preparar su funeral; los nueve días pasan volando y, mientras ellas rezan en la tumba del padre, Maria se da cuenta de que no ha cumplido su promesa. Pese al miedo de Anna y Helena, ella decide volver... y cuando entra a la casa ve que todo el jardín está en invierno, y que Bestia al parecer ha muerto de pena. Maria llora de desolación al ver que ha perdido a Bestia... pero cuando sus lágrimas fluyen, el cuerpo de Bestia empieza a cambiar, y él se convierte en un bello príncipe. El príncipe le explica a Maria que él y su mansión estaban hechizados pero el amor de Maria ha roto el hechizo, y pronto se casan y el jardín florece por completo. | |                                |                         |
| 28 | «La col de asno» «Kyabetsu roba» (キャベツろば) España: «El burro y las coles» Hispanoamérica: «La col de asno» | La lechuga prodigiosa          | 23 de octubre de 1988   |
| Un joven y amable cazador ayuda a un sabio anciano, y a cambio el anciano lo ayuda a encontrar valiosos artefactos mágicos. Poco después él se encuentra con una bella chica y su madre, que es una bruja; ellas se dan cuenta de que él tiene cosas muy poderosas y deciden quitárselas, recurriendo a muchas artimañas y al hecho de que el cazador parece estar enamorándose de la hija. Al poco tiempo él se cansa de los abusos de las dos y decide contraatacar, engañándolas para que coman unas coles mágicas que transforman a quienes consuman sus hojas en asnos. Pronto las dos mujeres están convertidas en asnos, y él las deja al cuidado de un molinero local mientras se va a cazar a las montañas. Pero cuando él regresa, ve con horror y rabia que la bruja ha muerto de pena y el molinero maltrata a su hija, por lo cual rompe el acuerdo y se la lleva. Entonces él le da de comer a la joven otras hojas de col que revierten el efecto, y ella vuelve a ser humana. Ella está sinceramente arrepentida y le pide perdón al cazador, quien no solo la perdona sino que le pide que se case con él. | |                                |                         |
| 29 | «Rapunzel» «Rapuntsujēru» (ラプンツェル) España: «Rapuncel (1.er doblaje) / Rapunzel (3.er doblaje)» Hispanoamérica: «Rapunzel»                                                                                            | Rapunzel                       | 30 de octubre de 1988   |
| Un herrero se ve en serios aprietos cuando su esposa embarazada tiene extremos antojos por unos rábanos que solo pueden obtenerse del huerto de una cruel bruja. El desesperado herrero toma los rábanos pero es atrapado por la hechicera, que se los da a cambio de que le entreguen al bebé cuando nazca. La mujer tiene una niña a la que llaman Rapunzel, y para su desolación y la de su esposo, la anciana lleva a la niña recién nacida a vivir en una torre que no tiene puertas. Mientras el herrero y su esposa tienen otros tres hijos y los crían normalmente, Rapunzel crece casi completamente aislada del mundo en la torre excepto por las visitas de su 'abuela', y cuando es adolescente su pelo rubio es tan largo que su madre adoptiva lo usa para subir a la torre. Un día, el príncipe del reino oye a Rapunzel tocando la lira y llevado por la curiosidad have que Rapunzel lo deje entrar a la torre. Él vuelve varias veces, Rapunzel sigue dejándole subir, y pronto se hacen amantes y deciden huir juntos. Pero la anciana se entera, le corta el pelo a Rapunzel y engaña al príncipe para que suba, burlándose del fallo del plan y lanzándolo de la ventana y dentro de una zarza. Pese a que las heridas lo dean ciego, el príncipe busca a Rapunzel por varios años... hasta que oye la misma canción de lira que lo llevó a la torre. Ella se encuentra en una casita del desierto, criando sola a un niño que se parece tanto a ella como al príncipe. Cuando ve que su amante está ciego ella llora de pena, pero sus lágrimas milagrosamente lo sanan. El príncipe reconoce al niño como hijo suyo y de Rapunzel, y pronto los tres vuelven juntos al reino del príncipe. | |                                |                         |
| 30 | «La bruja de los bosques» «Mori no naka no baasan» (森のなかのばあさん) España: «La niña del bosque (1.er doblaje) / La bruja del bosque (3.er doblaje)» Hispanoamérica: «La bruja de los bosques»                         | La vieja del bosque            | 13 de noviembre de 1988 |
| La comitiva de unos poderosos y ricos pero vulgares nobles se mete en un extraño bosque, cuya ama es una poderosa Bruja que usa sus poderes para convertir a la gente a plantas o manda a sus criados a matar a los que queden. La única sobreviviente es la más joven de las criadas, que termina perdida en el bosque. Ella se encuentra con un búho parlante, quien le da una llave mágica que le permite encontrar lo que necesita para sobrevivir en las partes más pacíficas del bosque: comida, ropa, una habitación escondida en un gran árbol, etc. Ella está muy agradecida con su extraño nuevo amigo, pero este la rehúye cuando ella trata de hablar más con él; cuando logra hacerlo entrar en confianza, él le dice que si en realidad quiere ayudarlo, ella debe hallar un anillo específico; para ello debe usar la llave mágica en una cerradura específica ubicada dentro de una mansión en el bosque... donde vive la bruja que la atacó. Esa noche la valiente criada se cuela en la mansión, haciendo todo lo posible para mantenerse en silencio y no ser descubierta (aunque por un momento se distrae por las riquezas que ve en una pieza), y cuando la Bruja y su gente la encuentran ella pasa muchos peligros para cumplir su promesa y usar la llave en la nariz de una calavera ubicada sobre un mueble giratorio, la cual libera un poder mágico que mata a la Bruja y destruye su mansión. La criada huye con la llave y el anillo pero no encuentra al búho, sin embargo unas manos fantasmales se ponen el anillo... y pronto un joven príncipe se para frente a la niña, explicando que él era el búho y que la Bruja lo había embrujado para quitarle su reino. Las víctimas de la Bruja recuperan sus formas humanas, y pronto la criada y el joven príncipe se casan. | |                                |                         |
| 31 | «Guardia en la tumba» «Do manjuu» (どまんじゅう) España: «El túmulo mágico» Hispanoamérica: «Guardia en la tumba» | La tumba                       | 20 de noviembre de 1988 |
| En una aldea se encuentra una familia pobre, con sus hijos que están famélicos del Hambre, su madre les dice que su padre se fue en busca de alimentos para su hogar, hasta que en el camino se encuentra con un egocéntrico y amargado patrón, y el aldeano le pide al patrón que le dé trigo y el patrón de una forma orgullosa y arrogante se niega a darle trigo, Hasta que el multimillonario patrón vuelve a su casa y abre una puerta en dónde se encuentran demasiadas monedas y el patrón orgulloso de tener sus recursos, Hasta que una voz misteriosa proveniente de su hogar le dice que no robara su monedas y le pregunta que si alguna vez les ha dado de sus suministros a las personas de bajos recursos y el patrón se burla diciéndole que no tiene que darles a nada a esos "tontos" ciervos, hasta que el patrón se burla de la voz misteriosa diciéndole entre más dinero tenga es mejor y así el egoísta y orgulloso patrón no compartirá sus suministros con los demás hasta que un murciélago aparece en sus tesoros, hasta que el patrón se asusta, Luego al patrón se le ocurre una idea en la cual puede engañar al demonio, Hasta que tocan a la puerta del patrón pero el piensa que es el demonio que va en busca de su alma, pero resultó ser el aldeano con el que se encontró al principio de la historia, pero el patrón ahora le abre amablemente al aldeano y el aldeano le vuelve a pedir trigo y está vez el patrón de forma amable y no orgullosa como anteriormente lo hizo y el patrón le ofrece cuatro libra de trigo y una moneda de oro pero le pide al aldeano que diga en voz alta que es una buena persona "para burlar al demonio, y demostrarle que el puede compartir sus cosas con los demás" y además le pide al aldeano que cuando el muera cuide su tumba durante 72 horas (lo que equivale a 3 días) en esta ocasión son tres noches, Pero el aldeano se asusta un poco diciéndole porque debe hacerlo y el patrón lo obliga a hacer guardia y todo por llevar alimentos a su hogar cuando el patrón se encuentra en un banquete comiendo gran cantidad de alimentos, El patrón estaba comiéndose un pollo cuando en un momento el se atraganta con este y cae al piso falleciendo en el acto, Hasta que el patrón es sepultado en el cementerio tal como el lo habían predicho cuando el aldeano se encontraba al lado de la tumba del patrón recordó la promesa del patrón de cuidar su tumba por tres noches, Pero el aldeano algo preocupado tiene temor de cumplir la tarea que le solicitó cumplir al aldeano al caer la noche, El aldeano se encuentra muy nervioso porque el piensa que el espíritu del patrón saldrá de la tumba, Pasa la primera noche y el aldeano le cuenta lo de la promesa del patrón de cuidarlo durante tres noches, Cuando llega la segunda noche, El aldeano muy nervioso entra al cementerio y oye ruidos extraños provenientes del cementerio cuando en un momento el aldeano grita asustado, porque pensó que era alguna entidad del cementerio, Pero al dar media vuelta se dio cuenta de que era un soldado "que se había quedado dormido en una fosa" hasta que el soldado le pregunta al aldeano que porque está cuidando al patrón por tres noches, Y el soldado le dice que el demonio se presentará en la tumba de su patrón está noche, hasta que el aldeano le pide al soldado que lo acompañe a hacer guardia en la tumba del patrón, cuando los dos se encuentran en la tumba el demonio hace acto de presencia en la tumba del patrón, y el soldado le dice que no se llevará la alma de patrón de forma valiente hasta que el demonio le pide al soldado darle una monedas de oro, pero aldeano dice que si se van del cementerio romperán la promesa del patrón, y el soldado le dice que hay que darle una oportunidad, hasta que el demonio va a buscar monedas para llenar la bota del patrón, cuando el patrón trae la bolsa para llenar la bota del soldado se da cuenta de que no fueron suficientes para llenarla, así que el demonio va otra vez a buscar monedas para llenar una y otra vez hasta que el demonio descubre que era un truco para engañarlo y enfurece de la ira, hasta que el Demonio ataca al soldado y al aldeano hasta que el en un momento el sol ya estaba por salir, hasta que el soldado logra vencer al Demonio y este se desvanece por la luz del sol, y el aldeano y el soldado felices por qué el demonio no logró llevarse el alma del patrón, Hasta que el fantasma del patrón sale volando hacia el cielo hasta que el soldado cae espantado del miedo y el aledano se ríe y finalmente todo ha vuelto a la normalidad. | |                                |                         |
| 32 | «El lobo y el zorro» «ookami to kitsune» (狼と狐) España: «El lobo y la zorra (1.er doblaje) / El lobo y el zorro (3.er doblaje)» Hispanoamérica: «El lobo y el zorro»                                                     | El lobo y la zorra             | 27 de noviembre de 1988 |
| 33 | «La madre Invierno» «Hore no obasan» (ホレのおばさん) España: «Mamá Holle (1.er doblaje) / La señora Holle (3.er doblaje)» Hispanoamérica: «La madre Invierno»                                                             | Madre Nieve                    | 4 de diciembre de 1988  |
| Cuenta la historia de una casa en medio del bosque nevando, Dónde se encuentra la personaje llamada Hildegard una muchacha noble servicial y trabajadora ella salía todos los días al bosque para buscar leña para su arrogante y armagada madrasta y también su hermana Helena, ah y dos gallos parlantes Pero en un momento cuando Hildegard estaba hilando en la rueca, se pincha su dedo con este y accidentalmente se le cae debajo del pozo, así que su madre reprende fuertemente a Hildegard y le pide que regrese la madeja que tiro al pozo, y entonces Hildegard se sube al pozo y se arroja de cabeza para ir en busca de la madeja, El gallo le suplico que no lo hiciera, Hildegard cae al esposo y se transporta al mundo de la madre invierno, Cuando Hildegard despierta en el mundo de la madre invierno se encuentra con un conejo blanco que usa ropa similar al del cuento Alicia en el País de las maravillas y le dice que se va a un baile, Hildegard le pregunta cómo llegó a este lugar extraño y sorprendente para ella, y el conejo responde que debió caer de una forma desde la superficie, Luego Hildegard explora el lugar y encuentra a los lejos una casa que era de la Madre invierno, Hildegard toca la puerta y se encuentra con el aspecto de la madre invierno, Hildegard se asusta un poco y la madre invierno le dice que no debe asustarse por ningún motivo, le pregunta que si desea trabajar con ella y Hildegard acepta, Ahora la madre invierno le pide que sacuda el edredón para que en el mundo superficial "nieva" y eso es el motivo por el que cae nieve en el mundo superficial, Hildegard empieza a sacudir el edredón y empieza a caer nieve en el mundo superficial, Más tarde Hildegard le dice a la Madre invierno que quiere volver a ver a su familia a pesar del trato que ellas le dan y la madre invierno, La madre invierno le entrega la madeja que Hildegard arrojo al pozo, y la madre invierno le da una gran cantidad de monedas de oro y regresa al mundo superficial, Hildegard despierta en su hogar y el gallo anuncia el regreso de Hildegard, Y su arrogante madrasta se sorprende al ver a Hildegard con muchas monedas de oro, entonces a Helena le pide también que vaya a la casa de la madre invierno "obviamente para que la pase lo mismo a Hildegard" pero está se niega en un principio así que su madre la obliga a lanzarse al pozo y está cae y va a la casa de la madre invierno, cuando helana llega a la casa de la madre invierno no se asustó de su terrible aspecto, ahora la madre invierno le pide a Helena que sacuda el edredón tal como lo hizo su hermanastra Hildegard, ella lo sacude pero de manera muy distinta a la de Hildegard y en el mundo superficial empieza a llover en un mismo invierno, Así que Helena dice que no quiere seguir sacudiendo el edredón, Entonces la madre invierno le dice que ya puede regresar a su mundo, Cuando ellas están en el portal para regresar al mundo subterráneo le da la madeja y le da una "gran cantidad de lodo" y una horrible y repugnante serpiente como regalo, El gallo anuncia el regreso de Helena, su madre se asusta al ver a su hija tirada en el lodo y se asusta con la horrible serpiente 'Un justo merecido' y los gallos empiezan a reír y está historia en la nieve ha terminado. | |                                |                         |
| 34 | «Los seis cisnes» «Roku wa no hakuchou» (六羽の白鳥) España: «Los seis cisnes» Hispanoamérica: «Los seis cisnes» | Los cisnes salvajes            | 11 de diciembre de 1988 |
| Una bella bruja prácticamente obliga a un rey local a casarse con ella, y no está muy complacida cuando ve que tiene seis hijos y una hija llamada Elise. Tras varios extraños incidentes el Rey oculta a sus hijos en una mansión en los bosques para protegerlos, pero la bruja los encuentra, mata a su marido y teje seis capas mágicas, con las cuales transforma a los seis jóvenes príncipes en cisnes. Elise logra escapar y los cisnes le cuentan que hay un método para romper el hechizo: que ella se quede en silencio por seis años y, al final de este plazo, tenga tejidas seis capas hechas de plantas mágicas. Elise se oculta para protegerse de la Bruja y pasa casi seis años escondida, tejiendo las capas mágicas, pero entonces un rey local la encuentra y se enamora de ella. Ella acepta casarse con él e incluso tienen un hijo. pero ella sigue totalmente muda y tejiendo sus capas. La Bruja, ahora Reina, se entera de lo que ha ocurrido, usa el nacimiento del pequeño príncipe como excusa para acercarse a su indefensa hijastra, y hace 'desaparecer' al bebé y acusa a su joven madre de matarlo. Elise es condenada a morir en la hoguera pero aun así se niega a hablar para defenderse, porque así condenaría a sus hermanos a quedarse como cisnes para siempre. Justo cuando Elise está por ser quemada viva los cisnes llegan a defender a su hermana, se ponen las capas y logran recuperar sus formas humanas; el más joven trae de vuelta al príncipe perdido. Cuando la inocencia de Elise está totalmente probada, la Bruja intenta uar su magia de viento para atacar a sus hijastros, pero solo logra reavivar la hoguera y termina quemándose viva a ella misma. Elise se reconcilia con su esposo, y los seis príncipes vuelven a su reino para reclamarlo y reconstruirlo. | |                                |                         |
| 35 | «El abrigo de todos los colores» «Sen biki gawa» (千びき皮) España: «Milpieles (1.er doblaje) / El abrigo de las mil pieles (3.er doblaje)» Hispanoamérica: «El abrigo de todos los colores»                               | Piel de asno                   | 18 de diciembre de 1988 |
| Aleia es una princesa que vivía con su tío, pero este enloqueció tras una enfermedad y trató de obligarla a casarse con él. En medio de su locura el rey prendió fuego a su castillo y murió en el incendio, pero Aleia escapó apenas con su vida; solo logró rescatar tres vestidos, un anillo con el sello de su linaje, y un horrible "abrigo de todos colores" hecho con diferentes pieles. Un rey llamado Alexander encuentra a Aleia en el bosque y le da empleo en su castillo, siempre tratándola con amabilidad y ternura pese a que todos la tratan mal por su aspecto y porque nunca se saca el abrigo de pieles en público. Por su parte Aleia se enamora del príncipe, en incluso logra usar sus vestidos para 'colarse' en dos bailes reales, pero no puede decirle nada para no revelar su terrible pasado. Al oír que Alexander se comprometerá con otra princesa, Aleia decide arriesgarse y desliza su anillo en una sopa que preparaba para una cena real, para poder ser llevada a la presencia de Alexander; este deduce correctamente que el anillo es de ella y le declara su amor, diciendo que no le importan sus orígenes. Cuando él le quita a Aleia la capa, la ve llevando su tercer vestido de princesa y ella le da su propia declaración de amor. | |                                |                         |
| 36 | «Hermanito y hermanita» «Ane to otouto» (姉と弟) España: «Los dos hermanos (1.er doblaje) / Hermanito y hermanita (3.er doblaje)» Hispanoamérica: «El cuento de los dos hermanos»                                          | Hermano y hermana              | 25 de diciembre de 1988 |
| Rosa y su hermano Rodolfo se cansan del abuso de su malvada madrastra y huyen de su casa. La madrastra es una bruja y le pone un hechizo a los estanques y los ríos que pasan por el bosque donde los hermanos se refugian, y casi al final de su viaje Rodolfo no resiste más y toma agua de un río, convirtiéndose en un ciervo; Rosa, que logró contenerse, lo consuela y le dice que lo cuidará. Pasan algunos años y los hermanos viven en paz en una cabaña cercana, y cuando Rodolfo le juega una broma a un cazador local, este se encuentra con Rosa y le pide que se case con él. El novio de Rosa es nada menos que un rey, y Rosa acepta su propuesta a cambio de que le permita a su hermano menor/el ciervo vivir con ellos en el castillo. Tras un año, la madrastra se entera de que Rosa, Rodolfo viven con el Rey, y jura vengarse de ellos. Ella rapta a Rosa, que acaba de ser madre, y se la lleva a la horrible montaña donde vive; Rosa está tan preocupada por su hijo recién nacido que su espíritu se "desdobla" y va a cuidar del bebé cada noche, a cambio de debilitar su cuerpo. Cuando el Rey se entera, él y sus soldados van a la montaña y rescatan a Rosa. La madrastra huye y muere sola poco después, y cuando eso sucede, Rodolfo vuelve a ser humano. | |                                |                         |
| 37 | «Los cuatro cumplidos hermanos» «meijin yonin kyoudai» (名人四人兄弟) España: «Los cuatro hermanos (1.er doblaje) / Los cuatro hermanos habilidosos (3.er doblaje)» Hispanoamérica: «Los cuatro cumplidos hermanos»        | Los cuatro hermanos ingeniosos | 15 de enero de 1989     |
| 38 | «El espíritu en la botella» «Garasubin no naka no bakemonoe» (ガラス瓶の中の化け物) España: «El genio de la botella (1.er doblaje) / El espíritu en la botella (3.er doblaje)» Hispanoamérica: «El espíritu de la botella» | El espíritu embotellado        | 22 de enero de 1989     |
| 39 | «La estufa de hierro» «Tetsu no sutoobu» (鉄のストーブ) España: «La estufa de hierro» Hispanoamérica: «La estufa de hierro»                                                                                                | El horno de hierro             | 29 de enero de 1989     |
| Una princesa se pierde en un bosque y encuentra una estufa de hierro parlante, que clama ser un humano hechizado. La princesa le pide ayuda para volver a casa y la estufa acepta, a cambio de que la princesa le ayude a deshacer el hechizo. Cuando la princesa vuelve a su hogar, su asustado padre trata de mantenerla lejos de su nuevo "amigo", incluso vistiendo a una criada como princesa y mandándola a hablar con la estufa, pero la decidida princesa rehúsa dejar a la estufa "sola". Cuando logra deshacer el hechizo (abriendo el sello de la estufa con una daga aunque esta arde, y prometiendo que se casará con él) la estufa se rompe en pedazos y un bello príncipe emerge de ella... y la hermosa y caprichosa bruja que lo embrujó por rechazar sus afectos aparece, se burla de la princesa, vuelve a encantar al príncipe cuando él defiende a su salvadora y se lo lleva lejos, jurando que no le dará al príncipe a nadie. Pero la princesa se ha enamorado del príncipe estufa *y* se siente culpable por todo, así que decide buscar y salvar a su amado. Mientras corre a través de los bosques, unos sapos parlantes que dicen ser amigos y súbditos del príncipe estufa le dicen dónde podría estar: en un castillo de rocas, situado cerca del mar (y en donde la Bruja lo tortura mentalmente con ilusiones cuando se sigue resistiendo a quedarse con ella). La princesa sale del bosque y se encuentra al frente de una horrenda pared de espinas, la cual debe cruzar sin gritar ni llorar; ella lo logra con mucho esfuerzo, incluso cuando sus ropas se destrozan un gemido suyo atrae a sirvientes de la Bruja que la molestan, y al final de la pared ella encuentra el lago lleno de árboles muertos donde está la guarida de la Bruja. La princesa se descorazona al ver que no hay cómo cruzar, pero decide no fallarle al príncipe estufa de nuevo y se mete al agua, y un camino aparece milagrosamente. Adentro, el príncipe estufa sigue rechazando a la bruja, que se burla de él haciendo envejecer su cuerpo temporalmente. La princesa llega al castillo y dos guardias tratan de echarla, pero ella lanza al suelo una nuez que le dieron los sapos y esta se abre revelando diamantes; mientras ellos pelean por el tesoro, la princesa entra libremente. Dentro del castillo la princesa pronto encuentra al príncipe, pero él no la reconoce y pronto la bruja aparece desde una fuente cercana y se lo lleva, clamando que el príncipe quiere ir con ella y obtener la vida eterna. La princesa no se rinde y baja por las escalas de caracol del castillo, y cuando el príncipe está por definitivamente irse con la bruja a su reino, ella declara su amor por él una vez más; sus palabras rompen el control mental sobre el príncipe, que despierta y se niega a ir con la bruja. La princesa salta desde las escalas y hacia el fondo para ayudar a su amado, declarando sus sentimientos una vez más: su afecto crea una barrera que primero le permite llegar al fondo sin problemas y luego no solo repele los ataques de la bruja, sino que la lanza contra las paredes de rocas y aparentemente la mata. El amor de los protagonistas crea otra barrera protectora que los ayuda a escapar del castillo, el cual se derrumba tras la desaparición de su ama. Y cuando el príncipe es definitivamente libre, su reino también es desencantado; los sapos parlantes vuelven a ser humanos y lo mismo ocurre con muchas ratas alrededor, y entonces le dan la bienvenida a él y a su valiente novia. | |                                |                         |
| 40 | «Piel de oso» «kuma no kawa o ki ta otoko» (熊の皮をきた男) España: «Piel de oso (1.er doblaje) / La piel de oso (3.er doblaje)» Hispanoamérica: «La piel de oso»                                                          | Piel de oso                    | 5 de febrero de 1989    |
| La Guerra de un país había terminado y un soldado llamado Johan se encontraba bajo un árbol con un rifle desgastado y sin dinero, hasta que en una brisa aparece un demonio frente a Johan, y este le apunta al demonio y este de forma algo graciosa se asusta frente a él, y el demonio le dice que le puede dar alguna cantidad de dinero y Johan le pide algo cambio y le dice que nada en la vida es gratis y el demonio le pide a Johan demostrarle que no es un "cobarde" y de repente aparece un oso enorme que intenta atacar a Johan pero este logra acabar con el, y luego el cadáver del oso muerto se convierte en un traje algo peculiar llamado "La Piel de oso" y el demonio le pide una serie de condiciones a Johan: diciéndole que debe colocarselo por siete años, si le sale la barba no debe cortarsela en ningún momento, no bañarse y no rezarle a Dios, y Johan acepta el trato del demonio, luego Johan va a un pueblo donde se encuentran unos niños jugando y los niños huyen tras ver la presencia de Johan con la piel de oso, y hasta un niño se tropieza cayendo al suelo y el niño se asusta al ver a Johan, y Johan lo llevó hacia donde su madre, Johan le dice a la madre del niño, que se lastimo jugando y la madre le pide su hijo que vaya a comer a las casas de la aldea y Al ver la crítica situación de la familia, Johan le da una gran cantidad de dinero, y la madre se complace de Johan, y las personas se sorprenden de la amabilidad de Johan, y piden a Dios que lo protejan de todo mal, Johan sale por el mundo, y llega a una ciudad en dónde las personas se asustan de su terrible apariencia, en la noche Johan llega una casa a pedir posada pero el dueño de la casa, pero el dueño se rehúsa a recibirlo por su apareciencia hasta que Johan le ofrece dos monedas de oro, y Johan entra a la hacienda, Johan entra a la hacienda y se ve en su espejo pero el se ve en su interior y dice que quiere renunciar a tener esa piel de oso debido por los malos tratos de la gente que lo ha visto durante ese tiempo, y que tiene que pasar tres años de los siete que debe tener la piel de oso, luego de eso escucha una persona y este era el dueño de la hacienda,pero Johan lo descubre intentando acabar con su vida, Johan le pregunta de su situación crítica le dice que su embarcación se hundió en ultramar, y más tarde Las hijas del patrón llamadas Gisela, Tetra y Cristina están ansiosas de conocer al invitado que llegara a su casa y su padre les dice que luce un poco raro, Johan entra a dónde se encontraban las hijas del patrón pero Gisela y tetra se asustan al ver la aparecía de Johan a expecion de Cristina, Hasta que las hijas mayores del patrón de forma déspota y grosera se van del lugar diciendo que jamás van aceptar a una persona así en su casa, Hasta que Cristina se acerca a Johan aun así con su apariencia y le dice que quiere casarse con el, y Johan se alegra tras escuchar eso y le pide a Cristina que le cuide la mitad de su anillo mientras durante los tres años que debe estar con la piel de oso, Johan debe ir por todo el mundo, Johan debe soportar todos los malos y despectivos tratos de la gente, Pasaron los tres años y Finalmente Johan paso siete años con la piel de oso, Hasta que Johan de forma alocada va hacia donde el demonio y este le dice que ya puede quitarse la piel de oso y recibe una gran cantidad de monedas y ahora Johan es un hombre apuesto y simpático y tiene un deslumbrante carruaje el cual va hacia el mismo lugar a donde conoció a Cristina, Entra al lugar y se reencuentra con su prometida Cristina y le dice la vez que le dio aquel pedazo de anillo cuando Johan paso los tres años recorriendo el mundo, y Cristina lo reconoce que es que Johan su prometido, hasta que las hermanas malvadas de Cristina se asombran de que todo ese tiempo fue la besa quien ahora es un hombre millonario, y Johan y Cristina por fin pudieron ser felices después de todo. | |                                |                         |
| 41 | «El puercoespín y la liebre» «Usagi to hari nezumi» (兎とはりねずみ) España: «La liebre y el erizo» Hispanoamérica: «El puercoespín y la liebre»                                                                           | La liebre y el erizo           | 12 de febrero de 1989   |
| 42 | «El hombre de hierro» «tetsu no hansu» (鉄のハンス) España: «El hombre de hierro (1.er doblaje) / Juan de Hierro (3.er doblaje)» Hispanoamérica: «El hombre de hierro»                                                     | Juan de Hierro                 | 19 de febrero de 1989   |
| 43 | «El sastrecillo valiente» «Yuukan na chibi no shitateya» (勇敢なチビの仕立て屋) España: «El sastrecillo valiente» Hispanoamérica: «El sastrecillo valiente»                                                                | El sastrecillo valiente        | 26 de febrero de 1989   |
| 44 | «El rey del jardín» «Misosazai to kuma» (みそさざいと熊) España: «El rey del monte y el oso (1.er doblaje) / El reyezuelo y el oso (3.er doblaje)» Hispanoamérica: «El rey pájaro y el oso»                                | El reyezuelo y el oso          | 5 de marzo de 1989      |
| 45 | «Rumpelstinskin» «yousei no namae» (妖精の名前) España: «Tremolino (1.er doblaje) / El duende saltarín (3.er doblaje)» Hispanoamérica: «Rumpelstinskin»                                                                    | Rumpelstiltskin                | 12 de marzo de 1989     |
| 46 | «La ninfa del estanque» «Ike ni sumu mizu no majo» (池に住む水の魔女) España: «La ondina del lago» Hispanoamérica: «La ninfa del estanque»                                                                                 | La ondina del estanque         | 19 de marzo de 1989     |
| En una casa un joven molinero le pide a un patrón que no se lleven sus suministros de su casa, pero este lo azota y el molinero cae al suelo lastimado, Hasta que el molinero corre desesperadamente hacia un estanque, dónde el molinero intenta terminar con su vida pero antes de eso, aparece una ninfa la cual el molinero se asusta al ver su presencia, Hasta la ninfa le dice que sintió "compasion" por el, y el molinero le dice que no volverá a acercarse a su estanque, y luego la ninfa le da un cofre con cientos de monedas de oro, pero está le pide una condición: que cuando tenga un hijo se lo de a la ninfa, y el molinero acepta el trato de la ninfa, hasta que el molinero y su esposa tienen un hijo, hasta que el molinero recuerda lo que le dijo la ninfa anteriormente, hasta que la esposa le pregunta que le sucede y el molinero le responde que pase lo que pase que su hijo nunca debe acercarse al estanque ya que de lo contrario se lo llevaría a su hijo, hasta que la ninfa se entera y dice "que jamás se burlara de ella" hasta que en un momento el hijo desaparece, el molinero y su esposa salen a buscar a su hijo cuando ven a la ninfa aparacerse frente a ellos y aparece su hijo un poco más grande, Veinte años después el hijo ya es mayor de edad, hasta que el molinero ya anciano, le pide una última voluntad y este le dice que nunca debe acercarse al estanque, y el molinero fallece, después el molinero se va a casar el bosque y a traerle un obsequio a su novia Heidi, Hasta que la ninfa le tiende una trampa al cazador, Cuando el cazador se va de casa en las inmediaciones del bosque, el cazador ve un ciervo que se encuentra en el bosque cuando esté se encuentra en un lago, El cazador cae en la trampa que le puso la ninfa con unas manos de color naranja saliendo del estanque, Cuando Heidi se encuentra cuidando a su hijo está se da cuenta de que su esposo no ha regresado a casa y se preocupa por el y ella sale a buscar al cazador al bosque hasta que ella se encuentra con unas manos que intentan atacar a Heidi pero esta les lanza su lámpara y está criatura de color verde es quemada, Hasta que Heidi encuentra en un lago la escopeta de su esposo pero Heidi solloza y dice que la ninfa se lo ha llevado, Heidi vocifera al estanque diciéndole a la ninfa que le devuelva a su esposo lanzandole piedras, hasta que las manos salen del estanque y atacan a Heidi siendo succionada por la ninfa del estanque, Hasta que Heidi despierta en unas montañas y se encuentra con una hechicera y le pregunta que le sucede y Heidi le dice que su esposo fue secuestrado por la ninfa del estanque, Hasta que la hechicera le da un peine de oro y le pide que cuando salga la luna llena peine su cabello en frente donde se encuentra la ninfa y no lo suelte no importa lo que suceda, hasta que Heidi se despierta con el peine en su mano, La hechicera le dice que no suelte el peine no importa lo que suceda, hasta que Heidi se peina su cabello y espera a su esposo a que salga del estanque, Hasta que la ninfa aparece le dice que le dé ese peine de oro, pero Heidi se rehúsa a dárselo a la ninfa, Pero la ninfa le dice que se lo de a las malas atacandola con sus manos, Heidi intenta esquivar los ataques de la ninfa pero estos fueron en vano, las manos del estanque atacan a Heidi y está suelta su peine, hasta que la ninfa se burla de Heidi, Heidi se lamenta diciendo que no debió soltar ese peine y le pide a la hechicera que le ayude otra vez, Ahora le pide que haga un estambre una rueca hasta que aparezca su esposo, y le vuelve a recordar que no debe detenerse pase lo que pase, y Heidi acepta, en el momento que Heidi estaba hilando el estambre en la rueca, La ninfa le dice que le dé la rueca para hilar, pero Heidi la ignora, Hasta que la ninfa le obliga a darle la rueca usando sus manos, Heidi vuelve a intentar esquivar todos los ataques de la ninfa, hasta que la rueca cae al estanque y Heidi nuevamente no logró salvar a su esposo, al ver que no tuvo resultados en rescatar a su esposo Heidi desea irse con su esposo, Pero la hechicera le dice que no debe hacer eso, Y le dice no se debe rendirse no importa lo que suceda, después Heidi toca una melodía con una flauta en medio de la luna llena, después la ninfa aparece y le dice que deje de tocar esa melodía, Ya que la melodía está surtiendo efecto, hasta que la ninfa enojada aparece le dice que deje de tocar la melodía que toca Heidi, hasta que el cazador sale del estanque y la ninfa enfurece y ataca nuevamente a Heidi, pero Heidi continúa tocando la melodía, Heidi hace de todo por resistir todos los ataques de la ninfa y lograr salvar a su esposo, Ella cae al estanque y le su esposo le dice que arroje la flauta hasta que un escudo aparece en frente del esposo, y Heidi y el cazador finalmente se encontraron, Luego la ninfa le dice que no puede escapar, y vuelve atacar a Heidi y a su esposo, Heidi intenta salvarlo pero fracaso, Hasta que ella aparece en el lugar donde se encuentra la hechicera y la hechicera los convierte en sapos a Heidi y a su esposo, después la ninfa al darse cuenta de que no estaba el esposo de Heidi crea un Huracán, Heidi y su esposo tratan de escapar de la ninfa, Tiempo después Heidi se encuentra en un carruaje, cuando Heidi escucha la misma melodía cuando tocó para rescatar a su esposo de la ninfa está se baja del carruaje y encuentra por fin después de muchos intentos a su esposo y finalmente ellos vivieron felices por siempre. | |                                |                         |
| 47 | «El ahijado de la muerte» «Shinigami no naduke oya» (死神の名づけ親) España: «El médico prodigioso (1.er doblaje) / La muerte madrina (3.er doblaje)» Hispanoamérica: «El ahijado de la muerte»                            | La muerte madrina              | 26 de marzo de 1989     |

## Elenco

### Elenco japonés
- Mitsuko Horie - Narrador, Cenicienta (en "Cenicienta"), princesa Rosa, la Bella Durmiente (en "La Bella Durmiente"), Rapunzel (en "Rapunzel")
- Sanji Hase - Donkey (en "Los músicos de Bremen Itinerante")
- Kenichi Ogata - Cat (en "Los músicos de Bremen Itinerante")
- Ryusei Nakao - Gallo (en "Los músicos de Bremen Itinerante"), Erizo (en "La liebre y el erizo")
- Osamu Katou - Ladrón de la cabeza (en "Los músicos de Bremen Itinerante")
- Ritsuo Sawa - Lacky (en "Los músicos de Bremen Itinerante")
- Mami Koyama - Hansel (en "Hansel y Gretel")
- Chieko Honda - Gretel (en "Hansel y Gretel"), la bruja (en "La Estufa de Hierro")
- Miyoko Asō - bruja (en "Hansel y Gretel"), la bruja (en "Jorinde y Yoringuel"), la bruja (en "Rapunzel")
- Shigeru Chiba - Príncipe de la rana (en "El príncipe rana")
- Ichirô Nagai - Rey, el Gato con Botas (en "El Gato con Botas"), antiguo leñador (en "El agua de la vida")
- Kazue Komiya - la Reina (en "Blancanieves y los siete enanos")
- Masami Kikuchi - Príncipe (en "Cenicienta"), Yoringuel (en "Jorinde y Yoringuel")
- Kohei Miyauchi - Rey (en "El Agua de la Vida")
- Hiromi Tsuru - Jorinde (en "Jorinde y Yoringuel")
- Yuriko Yamamoto - Rosa (en el "hermano y hermana")
- Mayumi Tanaka - Rudolf (en "hermano y hermana")
- Noriko Uemura - Sra Erizo (en "La liebre y el erizo")
- Chika Sakamoto - Erizo Hijo (en "La liebre y el erizo")
- Kozo Shioya - Liebre (en "La liebre y el erizo")
- Sakiko Tamagawa - Blancanieves (en "Blancanieves y los siete enanos")
- Nozomu Sasaki - Klaus (en "Blancanieves y los siete enanos")

#### Voces adicionales japonesas
- Banjou Ginga
- Bin Shimada
- Chikao Ohtsuka
- Hiroshi Izawa
- Jouji Yanami
- Kaneto Shiozawa
- Katsunosuke Hori
- Kayoko Fujii
- Kazuhiko Inoue
- Nana Yamaguchi
- Norio Wakamoto
- Sumi Shimamoto
- Takuzou Kamiyama
- Tesshō Genda
- Toshiko Fujita
- Yoku Shioya
- Yoshino Takamori

### Elenco Inglés
- Robert Axelrod - Hare (en "La liebre y el erizo")
- Rebecca Forstadt - Rose-Red (en "Blancanieves y Rose-Red")
- Barbara Goodson -
- Melora Harte -
- Steve Kramer - Big Bad Wolf (en "Caperucita Roja"), Wolf (en "El lobo y el zorro")
- Ted Layman - Narrador
- De Dave Mallow - oso / Prince (en "Blancanieves y Rose-Red")
- Melanie MacQueen -
- Mike Reynolds -
- Philece Sampler -
- Brianne Siddall -
- Dan Woren -
- Edward Mannix - El padre de María (en "La Bella y la Bestia")
- Wendee Lee - Helga (en "El ganso de oro")

#### Equipo de la versión en inglés
- Steve Kramer - Escritor
- Morgan Solevado - Guion Adaptación, escritor
- Kerrigan Mahan - Director
- De Dave Mallow - Guion Adaptación, escritor
- Edie Mirman - Escritor
- Kevin Newson - Ingeniero Asistente
- Tony Oliver - Guion Supervisor, Guion Adaptación, escritor
- Scott Page-Pagter - director de voz, ADR Ingeniero
- Eric S. Rollman - Posproducción Supervisor
- Haim Saban - Productor Ejecutivo, Música
- Shuki Levy - Música
- David Walsh - director de voz, Ingeniero ADR
- Jeff Winkless - Guion Adaptación, escritor
- Tom Wyner - Director

### Elenco de la versión en español latinoamericano (mexicano)
- Elsa Covián - Princesa Elise ("Los seis cisnes"), Rosa ("Hermanito y Hermanita"), Princesa ("La Estufa de Hierro"), Rosa Roja ("Blancanieve y Rosa Roja"), Blancanieves ("Blancanieves y los siete enanos"), Aleia la Princesa caída ("El abrigo de todos los colores"), la Criada ("La bruja de los bosques"), Heidi ("La Ninfa del Estanque"), Hildegard ("Madre Invierno"), Princesa Anna ("El agua de la vida"), Helda ("Rumpelstiltskin")
- Patricia Acevedo - Princesa ("El Rey Barbilampiño"), Josephine ("Barbazul"), Maria/Bella ("La Bella y la Bestia"), La Bella Durmiente ("la Bella Durmiente"), Caperucita ("Caperucita Roja"), Gretel ("Hansel y Gretel"), Soldado más joven ("Los tres acertijos del Diablo")
- Araceli de León † (f. 1999) - Rapunzel, su hijo y la bruja ("Rapunzel"), Anna ("La Bella y la Bestia"), Hada Madrina ("La Bella Durmiente")
- Liza Willert † (f. 2009) - La Madrastra de Hansel y Gretel ("Hansel y Gretel")
- Rocío Garcel - Bruja/súcubo ("La Estufa de Hierro"), Madre del Príncipe ("Cenicienta"), Madre de Blancanieves ("Blancanieves y los siete enanos"), Jorinde la hilandera ("Jorinde y Joringel"), Hija de la Bruja ("La col del asno"), Bruja ("La bruja de los bosques"), Hada Cruel ("La Bella Durmiente")
- José Luis Orozco - Príncipe ("Rapunzel"), Hermano mayor de Josephine ("Barbazul"), Padre ("Hansel y Gretel")
- Luis Alfonso Mendoza † (f. 2020) - Príncipe ("Cenicienta"), Lobo Feroz ("Caperucita Roja"), Joringel ("Jorinde y Joringel"), Hansel ("Hansel y Gretel"), Cazador Afortunado ("La col del asno"), Rey de Morovia ("El Rey Barbilampiño"), Rey encantado ("La bruja de los bosques")
- Salvador Delgado - Conde Barbazul ("Barbazul"), Joven Príncipe ("Blancanieve y Rosa Roja")
- Eduardo Tejedo - Klaus ("Blancanieves y los siete enanos"), Primer Príncipe cisne ("Los seis cisnes"), Ahijado de la Muerte ("El Ahijado de la Muerte"), Rumpelstiltskin ("Rumpelstiltskin"), Anton ("La bola de cristal"), Príncipe Joseph ("El agua de la vida"), Hermano 2 ("Los cuatro cumplidos hermanos")
- Jesús Barrero † (f. 2016) - El Gato con Botas ("El Gato con Botas")

## Lanzamiento
Algunos episodios fueron producidos en NTSC VHS por Saban International y distribuidos por Starmaker Entertainment Inc. en 1990 y video Treasures/HGV Video productions en 1992. Dichos volúmenes incluían:
- La bella y la bestia (UPC: 0-1313-29408-3)
- Los seis que conquistaron el mundo (UPC: 0-90251-94073-6)
- Hansel & Gretel (UPC: 0-92091-4105-3)
- La bella durmiente
- Hermano & Hermana
- El abrigo de todos los colores
- Jorinda y Joringel
- El rey barbilampiño
- El zorro de las nueve colas
- Madre Invierno
- El viejo Sultán
- El espíritu en la botella
- El sapo y la princesa
- El hombre de Hierro
- La col del asno
- Los seis cisnes
- El agua de la vida

Algunos otros episodios fueron lanzados en DVD titulado Los cuentos de los hermanos Grimm- Volumen uno bajo la distribución de Fox Kids y Maximum Entertainment en 2004. Los episodios incluidos fueron:
- Caperucita Roja
- El ganso de oro
- Nieve Blanca y Rosa Roja
- La bella y la bestia

Los diarios británicos Daily Mirror y Sunday Mirror lanzaron los siguientes episodios en DVD:
- Blancanieves
- Barba Azul
- El sapo y la princesa
- Rapunzel
- Rumpelstiltskin
- La Cenicienta
- La Bella y la Bestia
- El Gato con Botas
- Caperucita Roja
- El ganso de oro
- Hansel y Gretel

La serie original en japonés fue lanzada como una colección de 5 DVD. Así como muchos de los títulos de la biblioteca Saban, los derechos de la serie son actualmente propiedad de Walt Disney Company. Con excepción de los lanzamientos mencionados anteriormente, la serie no se ha lanzado para otras regiones.

## Recepción
El programa ha tenido cabida en Colombia décadas después de su lanzamiento, donde sigue siendo transmitido por el canal privado de televisión abierta de Caracol los fines de semana y los días festivos a horas tempranas de la mañana, a excepción de un breve periodo en 2016 en el que su franja de programación fue reemplazada con la del efímero programa Día a día en familia.
En una entrevista para El Colombiano, el psicólogo León Arango nota una diferencia narrativa entre el anime y los cuentos originales, con los escritos originales teniendo mayores matices en la moralidad de sus personajes, mientras que el anime tiene una narrativa blanco y negro, con distinciones más claras entre el bien y el mal.
Felipe Sánchez, un escritor de Vice, concluye que los cuentos son una forma de educación moral que enseña a los niños qué se debe y no se debe hacer. Sánchez cree que el horario al que el programa se transmite es una elección intencional de Caracol, describiendo tal horario como "[u]n espacio liminal, entre el sueño y la vigilia, en el que los mensajes pasan de forma casi invisible", así, según él, absorbiendo el niño las enseñanzas de la serie de forma inconsciente.